# Orzechowo-Majątek
Orzechowo-Majątek – kolonia w Polsce położona w województwie kujawsko-pomorskim, w powiecie wąbrzeskim, w gminie Ryńsk. Obejmuje zabudowania dawnego folwarku z dworem oraz parkiem. Dwór pochodzi najprawdopodobniej z przełomu XIX i XX wieku.
Według podziału administracyjnego Polski obowiązującego w latach 1975–1998, miejscowość należała do województwa toruńskiego.